# Lineage W
Lineage W là tựa game nhập vai trực tuyến nhiều người chơi (MMORPG) do hãng NCSoft đồng phát triển và phát hành. Đây là phần chính thứ năm của dòng game Lineage bằng cách sử dụng tất cả các yếu tố từ game Lineage và chia sẻ một số yếu tố với Lineage II. Trò chơi được công bố vào ngày 19 tháng 8 năm 2021, và được phát hành cho các hệ điều hành Android, iOS và Microsoft Windows vào ngày 4 tháng 11 năm 2021 tại Đông Á. Game hỗ trợ lối chơi đa nền tảng giữa điện thoại di động, PC và hệ máy chơi game.
Dù trò chơi này được phát hành trên toàn thế giới vào năm 2021 nhưng vẫn chưa hiện diện ở các khu vực bên ngoài châu Á. Game cũng sẽ được phát hành cho PlayStation 5 và Nintendo Switch vào năm 2022.

## Phát triển
Một tuần trước các sự kiện giới thiệu THE WORLD, NCSoft đã thông báo về phiên bản Lineage mới sẽ được đặt thành tựa game ra mắt lớn nhất từ trước đến nay. Nhắm mục tiêu ra mắt trên toàn thế giới với hầu hết nền tảng được hỗ trợ. Sau đó, NCsoft đã cập nhật trang web để tiết lộ thêm thông tin và mở cho người chơi đăng ký trước. Giám đốc thương mại hãng NCSoft Taek Jin Kim đã đánh dấu tựa game này là phiên bản Lineage cuối cùng.
Lineage W đã tung ra phiên bản duy nhất dành cho thị trường thế giới nhằm tạo ra một cộng đồng chiến đấu toàn cầu. Người chơi từ các quốc gia khác nhau có thể hợp tác và thử sức tranh tài trong một máy chủ duy nhất. Để chuyển đổi tất cả các yếu tố trong Lineage từ 2.5D sang 3D, NCSoft đã phải sử dụng Unreal Engine 4 để phát triển tựa game này. Game sẽ hỗ trợ thêm tính năng AI-Dịch nội bộ của NCSoft có thể dịch phần hội thoại/cộng đồng/giao tiếp trong thời gian thực cho người chơi. Tính năng chuyển giọng nói thành văn bản cũng được tích hợp trong game để giúp người chơi giao tiếp được dễ dàng hơn.

## Đón nhận
Trước khi phát hành, game đã nhận được nhiều kỳ vọng trái chiều từ người dùng và các chuyên gia trong ngành công nghiệp game online. Người chơi còn quan tâm đến cơ chế trả tiền giành phần thắng được chuyển từ các tựa game cũ của NCSoft.
Bất chấp sự quan tâm của mọi người, Lineage W vẫn đứng đầu bảng xếp hạng Google Store và iOS Store ở Hàn Quốc trong vài ngày sau khi phát hành. Người ta ước tính rằng trò chơi đã kiếm được 16 tỷ won mỗi ngày trong bốn ngày đầu tiên phát hành, phá vỡ kỷ lục doanh thu ngày đầu tiên cao nhất mà một tựa game từng được công ty làm ra. Trò chơi vẫn giữ vị trí số một trên Google Play ở Hàn Quốc trong suốt một tháng sau khi phát hành, với doanh thu ước tính hơn 200 tỷ won (166 triệu đô la Mỹ) vào tháng 12 năm 2021.
Dù cho Lineage W rất thành công ở thị trường Hàn Quốc và Đài Loan, nhưng sự thành công này lại không được như vậy ở các thị trường châu Á khác. Đáng chú ý là tại Nhật Bản, thị trường game lớn thứ hai ở châu Á, game đã có số liệu bán ra đáng thất vọng, với hiệu suất tệ hại tương tự ở các quốc gia như Singapore và Các Tiểu vương quốc Ả Rập Thống nhất. Điều này gây bất ngờ vì Lineage W được nhắm đến để phục vụ thị trường nước ngoài. Thất bại về tài chính của Lineage W bên ngoài Hàn Quốc và Đài Loan có thể là một trong những lý do khiến NCSoft miễn cưỡng phát hành tựa game này ở châu Âu và Bắc Mỹ.